# Alto Consiglio sul Clima
L'Alto Consiglio sul clima (in francese Haut Conseil pour le Climat) è un consiglio esecutivo indipendente del governo francese annunciato da Emmanuel Macron nel 2018 e creato il 14 maggio 2019. Il consiglio ha lo scopo di affrontare la politica climatica dei paesi e produrre rapporti sui progressi della Francia verso i suoi impegni sul clima. L'organizzazione è stata costituita separatamente dal Consiglio nazionale per la transizione ecologica, formato per creare un organo di dialogo sociale che risponda a gruppi come il movimento dei gilet gialli.
L'attuale presidente del consiglio è Corinne Le Quéré e il consiglio comprende 13 scienziati ed esperti in cambiamenti climatici. Il consiglio si ispira al Comitato sui cambiamenti climatici del Regno Unito.